# Alan Guttmacher
Alan Frank Guttmacher (ur. 19 maja 1898 w Baltimore, zm. 1974) – amerykański ginekolog, działacz proaborcyjny i dyrektor organizacji Planned Parenthood.

## Życiorys
Wywodził się z religijnej rodziny żydowskiej. Był synem Adolfa, rabina reformowanego i Laury (z domu Oppenheimer), pracownika społecznego. Po przedwczesnej i nieoczekiwanej śmierci ojca porzucił wiarę w wieku szesnastu lat. Stwierdził potem, że śmierć ojca uwolniła go od wiary w Boga i zorganizowanej religii i że czcił antropomorficzne bóstwo symbolizujące jego ojca, a wraz z jego śmiercią umarł też jego Bóg.
W 1915, razem z bratem bliźniakiem, zaczął studia na Uniwersytecie Johnsa Hopkinsa. Obaj ukończyli Szkołę Medyczną tej uczelni w 1923. W 1927 został w tej szkole instruktorem położniczym. W tym czasie zaczął się interesować ruchem na rzecz kontroli urodzeń i propagować podczas szkoleń antykoncepcję i aborcję, przy czym uważał aborcję za przywilej klasowy, większy niż wszystkie inne w medycynie amerykańskiej. Uważał, że pieniądze zapewniają bezpieczne usuwanie ciąż, a ich brak kupuje jatkę i śmierć.
W 1933 opublikował swoją pierwszą książkę Life in the Making, w której przedstawił swój ewolucyjny pogląd na seksualność człowieka. Wyłożył w niej, że ludzką seksualność postrzegać należy jako element pasujący do wzorca zachowań seksualnych właściwych jedynie człowiekowi i innym naczelnym. Wyróżnił cztery elementy zachowań seksualnych człowieka mających wielki wpływ na strukturę ekonomiczną i społeczną ludzkości:
- za fundamentalne uznał to, że ani samce, ani samice nie mają ściśle ograniczonych okresów godowych i obie płcie skłonne są kopulować przez cały rok – na określenie tej stałej potrzeby kopulacji stworzył pojęcie polydesirous (pol. wielożądny),
- wskazał na spotęgowanie przez człowieka (obecnej również u zwierząt) skłonności do tworzenia trwałych związków między partnerami seksualnymi,
- jako sprzeczne z powyższym określił słabnące zainteresowanie seksualne, jakie jeden z partnerów odczuwa wobec drugiego po upływie pewnego czasu wspólnego związku oraz ożywienie zainteresowania seksualnego w kontakcie z nowym partnerem,
- za właściwe wyłącznie człowiekowi uznał, że tylko samiec człowieka jest zarówno zdolny, jak i bardzo skłonny do używania swej przewagi fizycznej i gwałcenia kobiety[2].

W swojej teorii podniósł, że wiele instytucji współczesnej cywilizacji wywodzi się od tych czterech normalnych i w pewnych przypadkach sprzecznych elementów ludzkich zachowań seksualnych, m.in. monogamia, prawne karanie za gwałt i prostytucja. Był jednym z pierwszych propagatorów sztucznego zapłodnienia, wierząc, że w przyszłości, dzięki postępowi nauki, różnica między kobietami i mężczyznami zostanie zmarginalizowana, a potrzeba biologicznej kobiecości i męskości będzie mogła być wyeliminowana. Stwierdził m.in., że tworzenie [życia] na drodze aktu seksualnego lub jakiegokolwiek połączenia jajeczka ze spermą będzie uważane za przestarzałe. Poczęcie będzie bezosobowym procesem zachodzącym pomiędzy jonami i atomami oraz probówkami i cieczami.
W 1927 był świadkiem zgonu kobiety, będącego wynikiem samodzielnie i nieprofesjonalnie wykonanej aborcji. Było to dla niego punktem wyjścia do propagowania idei legalnych aborcji, jako remedium na nielegalne praktyki w tym zakresie. W początku lat 50. XX wieku stał już na czele ruchu na rzecz legalizacji aborcji.
W 1952 został zatrudniony w szpitalu Mount Sinai w Nowym Jorku na stanowisku dyrektora oddziału ginekologiczno-położniczego, gdzie niezwłocznie przystąpił do opracowywania programów aborcyjnych, antykoncepcyjnych i sterylizacyjnych. Był w tym czasie jednym z pionierów tego rodzaju praktyk w Stanach Zjednoczonych. Przeprowadzane przez niego aborcje były po pewnym czasie tak liczne, że kierownictwo placówki poprosiło go o ich ograniczenie, aby uniknąć reputacji szpitala, jako zakładu aborcyjnego.
W tym czasie stał się jednym z najwcześniejszych zwolenników rozszerzenia definicji bezpośredniego zagrożenia życia matki w kontekście aborcyjnym, celem ułatwienia dostępności usuwania ciąż. W książce Babies by Choice or by Chance sformułował twierdzenie, że moralne postępowanie człowieka i będące jego wynikiem regulacje prawne, są w dużej mierze wytworem środowiska i zwyczaju (różnych w różnych kulturach), w związku z czym prawa stanowione przez ludzi mogą zostać przez tych ludzi zmieniane, co odróżnia je od praw rządzących wszechświatem. Drażniła go sytuacja prawna w USA, dopuszczająca legalną aborcję (tzw. aborcję terapeutyczną) w kontekście bezpośredniego zagrożenia życia matki, opartą na moralności chrześcijańskiej. W tej sytuacji zaczął stosować taktykę bardzo obszernej interpretacji słowa terapeutyczna w celu stosowania jak najliczniejszych aborcji. Począwszy od 1959 zdecydowanie opowiadał się już za rozszerzeniem stosowania usunięć ciąż z przyczyn społecznych i ekonomicznych. W 1961 wydał The Complete Book of Birth Control. W 1969 stwierdził, że jedynym sposobem na prawdziwą demokratyzację aborcji legalnej i na znaczne ograniczenie aborcji nielegalnej jest ustanowienie aborcji na żądanie, poprzez usunięcie aborcji z kodeksu karnego.
Od 1962 był dyrektorem organizacji Planned Parenthood i piastował tę funkcję do śmierci w 1974. Za jego kadencji organizacja ta stała się największym usługodawcą aborcyjnym na świecie. W 1965 stwierdził, że świat ma dwa nadrzędne problemy: kontrolę energii atomowej i eksplozję populacji, i że jest oddany łagodzeniu tego drugiego problemu.

## Upamiętnienie
Jest patronem Guttmacher Institute założonego w 1968 w celu prowadzenia badań, analizy polityki i edukacji w zakresie zdrowia reprodukcyjnego, praw reprodukcyjnych i populacji.

## Rodzina
Jego żoną była Leonor Gidding, z którą miał trzy córki.